# 塔塔加
塔塔加（鄒語：Tataka；布農語：、:51,96-97,136），舊稱哆哆咖，是台灣玉山山塊與東埔山塊之間的山口，海拔約2610公尺，新中橫公路最高點於鄰近此山口西北方約1.5公里處越嶺，為著名的旅遊景點，位於玉山國家公園西北園區，行政區劃屬南投縣信義鄉與嘉義縣阿里山鄉。歷史從伐木至遊憩，地理從新中橫公路至玉山群峰，氣候從涼溫帶至寒帶，生態從沙里仙溪、楠梓仙溪溪谷至玉山群峰，範圍分佈廣泛，呈現地貌複雜、林相豐富、物種多樣、氣候多變等各種塔塔加的面貌，使得臺灣大學與玉山國家公園，曾有過對塔塔加的土地分配引發爭執，並且也吸引中央大學、成功大學選擇塔塔加做天文觀測，另外對於登山者而言，自日治時期開始，至今是通往玉山的必經要道，集結了遊憩、天文觀測與學術研究於一身，造就塔塔加有別於其它景點的獨特性。

## 範圍
「塔塔加」源自於鄒語譯音而來，在鄒族人語意是指「瞭望崗哨」，另有解釋為「寬闊、平台草原的地方」。布農語稱此地，為水鹿從此地山坳跳下去的路徑，即水鹿從山坳跳下時，鹿蹄與泥土、碎石碰觸摩擦發出的聲音；現在布農語多稱為，為的簡化。:51,96-97,136
在範圍上定義，在不同層面而言，其名稱各有表述：
- 塔塔加鞍部：位置正是在現今玉山登山口，是介於玉山山塊、東埔山塊之間的山坳地[6][11][12]，亦即北側沙里仙溪與南側楠梓仙溪的分水嶺。
- 塔塔加遊憩區：是玉山國家公園於塔塔加設立一處遊憩區，其範圍大致為玉山國家公園公告《塔塔加遊憩導覽圖》，並無明確定義[6][13]。
- 塔塔加地區：在學術界及玉山國家公園對塔塔加進行研究與調查，依撰者或單位的論文、報告，對塔塔加地區做自行定義範圍，但範圍是離不開塔塔加鞍部，只是將區域擴大至塔塔加外圍[8][14]。

## 歷史
塔塔加一帶以西與南北兩側流域原為鄒族的勢力範圍，十九世紀初布農族由郡大溪進入陳有蘭溪流域東側，與鄒族交易而控制了沙里仙溪匯入陳有蘭溪的東埔一帶，塔塔加成為雙方獵場勢力分界。:64,133-137,184-190
十九世紀末有記錄可稽、攀登台灣最高峰玉山的「文明」探險，如長野義虎、本多靜六、齋藤音作、德國探險家史德培博士等探險隊，都是從玉山東側八通關方向由布農族人帶領進入，而是否確有成功登臨山頂，登山界仍有爭論。1900年3月鳥居龍藏與森丑之助由嘉義入山，調查阿里山的鄒族流朥（Dadauya）、達邦（Tapangʉ）、知母朥（台語音譯鄒語、，現多漢譯為特富野）等社群，原計畫調查結束由阿里山草地往北沿沙里仙溪下到布農族東埔社，在4月初抵達阿里山草地的（疑為鹿林山）上遙望仍有積雪的玉山山巔，興起攀登玉山的念頭，決定捨北改往東攀登玉山。知母朥群嚮導原本拒絕更改路線進入布農勢力範圍，在幾經要求下，知母朥嚮導先北下沙里仙溪，前往東埔社延請2名東埔社布農嚮導前來，鳥居與森氏等人在塔塔加等候，待與知母朥鄒族嚮導及東埔社布農嚮導會合後，由塔塔加往東沿玉山西稜攀登玉山，於4月11日登上山頂，:315-344此為首次有記錄由塔塔加方向攀登玉山成功。現攀登玉山的大眾山徑改由塔塔加沿玉山西稜南側的山腰通過。

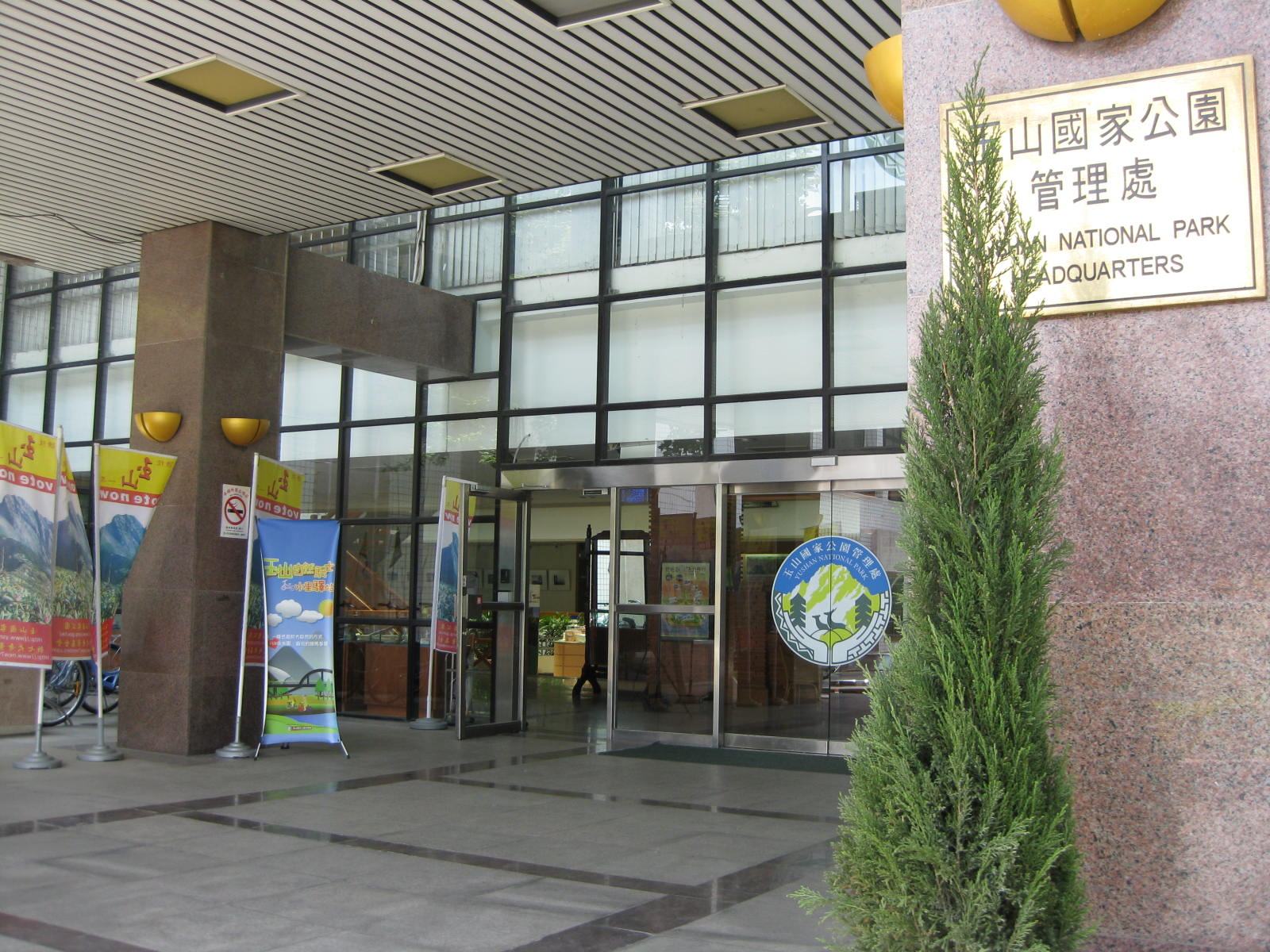
玉山國家公園管理處設立於水里。

塔塔加在有記載的開發是從1932年開始，臺灣總督府鐵道部為伐木需求，將阿里山森林鐵路自沼平車站延伸至哆哆咖（今塔塔加），1934年哆哆咖線完工後，鹿林山莊在此時期內建造，現今鹿林山莊是不開放遊客與登山客使用，平日大門深鎖，僅供玉山國家公園辦公使用。即使台灣脫離日本殖民統治，國民政府遷臺後，仍繼續在塔塔加伐木，直到1956年停止，並展開造林。1963年，塔塔加發生連燒14日的森林火災。1977年，哆哆咖線拆除，後來新中橫公路循該路線的路基興建道路。1985年，玉山國家公園在成立之初，為尋求行政中心與遊客中心興建的預定地，受因於斷層通過與選址條件不符需求等因素，因此另擇地點設立，加上與臺灣大學在土地取得的協調下，最後，玉山國家公園僅將遊客中心設於接近新中橫公路的今址，至於行政中心則改至遠離園區外的水設立。1991年，新中橫公路全線通車，塔塔加遊客中心遲至4月才啟用。1993年1月發生塔塔加森林火災，範圍300公頃遭焚燬。中央大學天文觀測團隊，歷經多年選址與觀測，選擇鹿林前山興建鹿林天文台，1999年完工，2002年正式啟用。

## 氣候
中央氣象局曾於1961年～1969年在鹿林山莊設置氣象觀測站，對於長期追蹤與要求準確的學者或單位而言，通常並不會採用這八年的氣象數據，因此，現今塔塔加並無中央氣象局氣象觀測站，若進行學術研究或氣候調查，學者與玉山國家公園則是採用鄰近塔塔加：玉山北峰、阿里山，這兩座隸屬中央氣象局氣象觀測站給予的數據採用。現今，自2002年開始於鹿林天文台設立自動氣象站，是隸屬國立中央大學天文研究所做為天文觀測。
由於學術調查的領域不同：大則將範圍從塔塔加涵蓋至玉山群峰；小則是為遊憩所需，由玉山國家公園公告《塔塔加遊憩導覽圖》顯示其範圍，由此看來，兩者呈現出塔塔加的氣候，便會有明顯落差存在，因此從《塔塔加遊憩導覽圖》界定範圍來論述塔塔加氣候。塔塔加氣候從最低鞍2600公尺，至最高峰鹿林山海拔2881公尺，依塔塔加林相來看，是屬於涼溫帶氣候，但各學者、單位在論文報告採用氣象數據不盡相同：若依1991年發行《氣象報告彙編》，年均溫4.2～11℃，年降雨量3000～3750釐米，若採2005年發表《塔塔加地區森林火災後植群演替及重要木本植物生態生理特性之研究》記載塔塔加氣候，其顯示最近五年內，年均溫4.2℃，在7月月均溫低於8.5℃，年降雨量約3600釐米，降雨集中於5月～9月，這項特徵是典型的夏雨型氣候，常於午後出現陣雨或起霧，依1954年蔣丙然採柯本氣候分類法做台灣全島的氣候劃分，塔塔加是屬於中部山地溫暖溼潤氣候，冬季時，最低降雨量會低於100釐米，偶時結霜或降雪。

## 地理

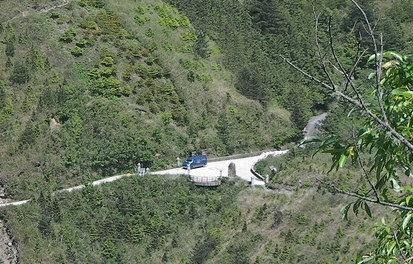
從玉山西峰附近的步道上回望登山口，可將塔塔加鞍部的全景給清楚看到。由此看出，東西之間是稜脈，南北地勢為山谷，塔塔加斷層就從這裡通過而成地形上鞍部。

據玉山國家公園調查塔塔加的地形顯示，這處鞍部有條縱向斷層通過，稱為塔塔加斷層，:226,228,231又稱沙里仙溪斷層帶，以及受到岩層結構的差異，在斷層作用與差異侵蝕之下，最終形成塔塔加鞍部。塔塔加鞍部因斷層通過，在此形成一道地質區的界線，以東則屬新高群，新高群內含三種地層：自西向東分別為：十八重溪層、達見砂岩、玉山主峰層；以西則完全屬於南莊層，一直延伸至玉山國家公園西界外仍是。通過塔塔加的斷層東側為雪山山脈帶古第三紀變質岩系「十八重溪層」，該地層為玉山地塊中最古老的岩層，岩性主要由黑色至暗灰色板岩組成，其中夾有薄層變質砂岩及板岩與變質砂岩所形成黑白相間的薄頁互層是本層主要岩性特徵，局部地區則有層狀變質砂岩出露，夾有火山碎屑。在郡坑溪、十八重溪與望鄉山北面均有發現  化石，並在望鄉山西側的礫石中，發現有貨幣蟲（Nummulites）化石。超微化石的發現，指出本地層地質年代可能為始新世早期至中期，約56百萬–48百萬年前。斷層西側為西部麓山帶中新世的沉積岩區「南莊層」，在東埔地區岩性主要為該地層的下層岩性，由淺灰色砂岩和灰色頁岩或砂質頁岩之互層組成，富含貝類及有孔蟲化石，小型有孔蟲化石多存在該層下部，研判年代為中新世的晚中期至晚期，約13.6百萬–7.2百萬年前。斷層東西兩區形成年代差距至少相隔四千多萬年，由沙里仙溪逆衝斷層通過，造山運動作用之下，東邊岩層受力擠壓隆起形成一座拱形並覆蓋到西邊岩層上，斷層通過的地方即拱形前端低窪的鞍部，鞍部南北向地形空曠，導致西南氣流容易於此處匯集而時常降雨，經年累月的沖刷加上斷層帶上岩層破碎等因素，使得塔塔加鞍部的地勢極低於東西兩邊地形，形成現今我們看見的地形。塔塔加鞍部不僅是地理區、地質區的分界，它也是分隔南北兩水系的分水嶺，以北則是沙里仙溪上游，屬濁水溪水系；以南則是楠梓仙溪上游，屬高屏溪水系，由於鞍部的坡向關係，因此往南可見得楠梓仙溪谷與林務局的林道。

## 生態
塔塔加的植物社會主要是玉山箭竹與高山芒為優勢，但因森林火災影響下，致使兩者間族群會有所演替，這就是塔塔加的草原景觀。塔塔加全區的地貌，因起伏不同與坡向差異，因此呈現出塔塔加與鹿林自然公園以南區域是森林景觀為主，尤其在楠梓仙溪林道分佈最為明顯，愈趨向南方，雲杉、紅檜、臺灣二葉松、臺灣赤楊的分佈愈明顯且愈密集，其中台灣二葉松是遭遇森林火災後，是由林務局進行人工造林，在塔塔加鞍部與麟趾山往楠梓仙溪谷方向望去，可見溪谷兩旁是臺灣二葉松所分佈，台灣赤楊與雲杉是零星分佈其中。另外，雲杉從鹿林自然公園往南分佈，一直延伸至梅蘭鞍部，雲杉的生長在此區域是相當密集，因此被生態學家陳玉峰譽稱「雲杉的故鄉」，但是分佈地過於南方，已經是脫離塔塔加地區，由此看來，雲杉有如此發展上差異，主因是塔塔加在日治時期伐木開發，加上臺灣戰後歷經森林火災、人工造林與國家公園的開發，呈現現今塔塔加的林相樣貌，這對生態、植物等學術界的學者而言，使得天然林相在塔塔加地區幾乎不復見。相對地，塔塔加在其它植物的物種上分佈是相當豐富，據玉山國家公園於1987年～1989年調查發現，光是台灣特有種植物，塔塔加擁有相馬氏艾、威氏粗榧、高山青木香、臺灣稠李、狹葉莢蒾、玉山衛茅、列當以及瀕臨滅絕的臺灣鋪地蜈蚣，尚有其它未列等多種植物，這使生態、植物等學術界的學者會來塔塔加進行研究與追蹤調查。

## 交通
塔塔加遊憩區位於玉山國家公園西北園區之中，唯一對外交通仰賴新中橫公路，是由臺18線與臺21線共同組成，因開闢爭議而告終止其興建計畫，終止處恰為東西橫向之台18線與南北縱向之台21線於塔塔加遊客中心前轉彎處中斷，直到玉長公路通車，因而調整台18線終點由原來的玉里挪至今日此地，故路旁立有「臺18線終點」、「臺21線終止處」的標示牌。來往塔塔加遊憩區的旅客，沿著台21線可由日月潭直接抵達，又或者沿著台18線可由阿里山直接抵達，除自行駕車之外，就是搭乘計程車。自從員林客運於2012年12月15日復駛後，在塔塔加遊客中心前轉彎處立有塔塔加站牌，去回各有二班次行駛於「日月潭－阿里山」路線。
除了公路可欣賞沿途景色，塔塔加仍保有許多步道供人健行及登山。從新高口進入日治時期開闢的新高山登山步道（今玉山登山步道），沿途經鹿林前山、鹿林山莊、麟趾山、塔塔加鞍部、玉山前峰、玉山西峰、排雲山莊，最後抵達玉山主峰，其中在東埔山莊入山，再於大鐵杉三叉路口銜接玉山登山步道，才開始向東續行攀登玉山主峰，這一段路線為大眾登山的熱門路線。由於塔塔加遊憩區內各步道交叉縱橫，因此許多步道可以從塔塔加鞍部可向西通往各地景點，諸如鹿林山自然公園、東埔山莊、塔塔加遊客中心、鹿林山莊、鹿林天文台、麟趾山、鹿林山。

## 外部連結
- 服務項目 - 塔塔加遊客中心 - 玉山國家公園 （页面存档备份，存于）